# My Favorite Things
Cet article concerne la chanson de Richard Rodgers et Oscar Hammerstein II. Pour l'album de John Coltrane, voir My Favorite Things.
Clip vidéo
[vidéo] « Mary Martin - My Favorite Things », sur YouTube
[vidéo] « Julie Andrews - My Favorite Things », sur YouTube
[vidéo] « Julie Andrews - My Favorite Things - The Garry Moore Show de Noel 1961 », sur YouTube
[vidéo] « John Coltrane - My Favorite Things », sur YouTube
[vidéo] « Benny Goodman - My Favorite Things », sur YouTube
My Favorite Things (Mes choses préférées ou Mes joies quotidiennes, en anglais) est une chanson américaine composée par Richard Rodgers et écrite par Oscar Hammerstein II, pour leur comédie musicale La Mélodie du bonheur (The Sound of Music) de 1959, de Broadway à New York. L'album bande-son The Sound of Music (en) de sa reprise au cinéma par Julie Andrews avec le film musical La Mélodie du bonheur de 1965 de Robert Wise atteint la 1re place du Billboard 200 américain, vendu à plus de 20 millions d'exemplaires dans le monde. Son adaptation jazz modal au saxophone par John Coltrane en 1961 est un des succès emblématiques de sa carrière,.

## Histoire
La chanson est créée avec succès le 19 novembre 1959 par Mary Martin (interprète du rôle de Maria Augusta von Trapp) sur la scène du Lunt-Fontanne Theatre de Broadway à New York « Les jeunes filles en robe blanche, leurs écharpes, de satin bleu, les flocons de neige s'accrochant à mon nez, et à mes cils, l'hiver d'un blanc argenté qui devient printemps, voilà quelques-unes des choses que je préfère... ». La comédie  est un des grands succès historiques de Broadway jouée durant 4 ans avec 1 443 représentions et 5 Tony Awards. Le titre est enregistré avec succès sur un premier album The Sound Of Music (Original Broadway Cast) chez Columbia Records,.
La chanteuse-actrice Julie Andrews (star des comédies musicales et Oscar de la meilleure actrice avec son rôle de Mary Poppins du film Mary Poppins de Walt Disney de 1964) l’interprète avec succès à titre de chant de Noël au The Garry Moore Show (en) de la chaîne télévisée américaine CBS, le soir de Noël 1961. 
Elle l’interprète à nouveau en 1965 avec la reprise de la comédie musicale originale au cinéma à Hollywood avec le film musical La Mélodie du bonheur de Robert Wise, de la Twentieth Century-Fox (interprétée par Mathé Altéry pour la version française, sous le titre Mes joies quotidiennes) avec entre autres l'Oscar de la meilleure musique de film et le Golden Globe du meilleur film musical ou de comédie 1966.

## Reprises et adaptations

### En jazz
Ce standard de jazz est repris et adapté par de nombreux interprètes, notamment avec les adaptations big band swing-jazz de Benny Goodman (1959), ou au saxophone jazz modal de John Coltrane (un de ses succès emblématiques, de 14 min, avec son album My Favorite Things de 1960) ou encore avec Al Jarreau (album 1965 Bainbridge), :
- 1959 : Benny Goodman, single LP The Sound of Music[11],[12]
- 1961 : John Coltrane, album  My Favorite Things
- 1962 : Sarah Vaughan, sur After Hours
- 1963 : Jay Jay Johnson, sur J.J.'s Broadway
- 1964 : Grant Green, sur l'album Matador
- 1965 : Al Jarreau, sur 1965 Bainbridge
- 1965 : The Supremes, sur Merry Christmas
- 1966 : The Dave Brubeck Quartet, sur My Favorite Things
- 1966 : Kenny Burrell, sur Have Yourself A Soulful Little Christmas
- 1972 : Alice Coltrane, sur World Galaxy (en)
- 1972 : McCoy Tyner, sur Echoes of a Friend (en)
- 1995 : John McLaughlin avec Elvin Jones et Joey DeFrancesco, sur After the Rain
- 2002 : Marc Copland, sur Haunted heart & other ballads
- 2004 : Jean-Michel Pilc, sur Follow Me
- 2006 : Brad Mehldau, sur Live in Marciac, puis en 2015 sur 10 Years Solo Live
- 2008 : Hiromi's Sonicbloom, sur Beyond Standard
- 2010 : Youn Sun Nah en solo en s'accompagnant à la kalimba, sur l'album Same Girl
- 2013 : Christian McBride Trio, sur Out Here
- 2015 : Joey Alexander, sur My Favorite Things.

### En français
- En 1989, la chanteuse de jazz française Élisabeth Caumont l'a enregistré avec des paroles personnelles, sous le titre Real book (my favorite song), sur l'album Elisabeth Caumont (Vogue, 1989).

### Autres versions
- 2000 : le groupe de musique bretonne Skolvan l'a adaptée, sous forme de valse folk, pour son album Cheñchet n'eus an amzer.
- 2015 : le groupe de musique slovène Laibach l'a reprise sur scène en concert à Pyongyang (Corée du Nord) et enregistrée pour l'album studio The Sound of Music sorti fin 2018.
- 2018 : la chanson est reprise par Rosemary Standley, Jeanne Added, Hugh Coltman, Fred Poulet en duo avec Mami Chan, GiedRé, Nicolas Jules, Brad Scott, Elise Caron, Louis Sclavis, Mélissa Laveaux et Sarah Murcia qui réalise les arrangements et assure la direction musicale de ce projet ARTE studio.
- 2019 : le thème est repris par Ariana Grande dans la chanson 7 rings.
- 2019 : le groupe coréen Forestella reprend la chanson.
- 2020 : la chanson est reprise par le groupe Pentatonix dans l'album We Need a Little Christmas.

### Comédie musicale
- 1959 : La Mélodie du bonheur, du Lunt-Fontanne Theatre de Broadway à New York, interprétée par Mary Martin.

### Cinéma
- 1965 : La Mélodie du bonheur de Robert Wise, interprétée par Julie Andrews (et par Mathé Altéry en français).
- 1998 : Las Vegas Parano, de Terry Gilliam, interprétée par The Lennon Sisters.
- 2000 : Dancer in the Dark, de Lars von Trier, interprétée par Björk.

### Télévision
- Dans l'épisode 1 de la saison 1 de Friends (1994 aux États-Unis, 1996 en France), Phoebe essaie de réconforter Rachel en chantant cette chanson, bien qu'elle ne se souvienne plus entièrement des paroles.
- Dans l'épisode 7 de la saison 7 de How I Met Your Mother (2011 aux États-Unis, 2012 en France), Nora et Lauretta (hallucination) reprennent cette chanson pour Barney.
- Lea Michele, actrice et chanteuse de Glee, la reprend lors d'une publicité Dove en 2010.
- En 2011, les acteurs et chanteurs Chris Colfer, Darren Criss, Amber Riley et Lea Michele reprennent cette chanson au cours de l'épisode Extraordinary Merry Christmas de la saison 3 de Glee.
- En 2012, la chanson est également interprétée dans un épisode de l'anime japonais Sakamichi no Apollon, arrangé par Yoko Kanno.
- L'épisode 18 de la saison 4 de la série animée Le Monde Incroyable de Gumball comporte une chanson parodiant "My Favorite Things".